# ان‌اچ‌پی‌سی

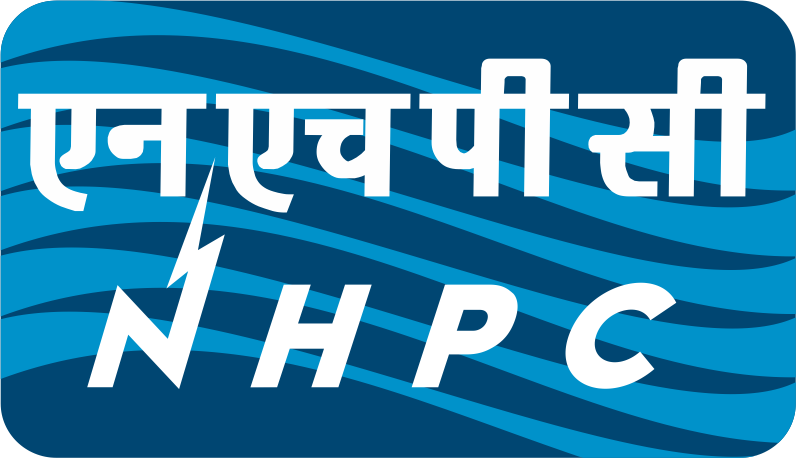
لوگو ان‌اچ‌پی‌سی

ان‌اچ‌پی‌سی (انگلیسی: NHPC) شرکت برق هندی است، که در سال ۱۹۷۵ تأسیس شد.